# Патрик Содерлунд
Роберт «Патрик» Седерлунд  — шведский бизнесмен, с 2013 года исполнительный вице-президент (Executive Vice President) в компании  Electronic Arts (ЕА). На начало октября 2016 года суммарная стоимость акций компании во владении составляет около $13,7 млн
18 августа 2018 года, спустя 12 лет работы Патрик покидает EA.
В ноябре 2018, Седерлунд был объявлен как CEO Embark Studios, выпустившей в 2022 The Finals.